# Ronnie Coleman
Ronald Dean Coleman, conegut com a Ronnie Coleman   (Monroe, 13 de maig de 1964) és un exfisicoculturista nord-americà, guanyador de vuit títols de Mister Olympia. És considerat per molts atletes i periodistes com el millor culturista de tota la història d'aquest esport.
Coleman es va graduar a la Universitat Grambling State el 1989 en Comptabilitat, obtenint la qualificació cum laude. Entre 1998 i 2005 va ser campió de totes les edicions de l'esdeveniment Mr. Olympia.

## Trajectòria
En el Mr. Olympia de 2006, intentant trencar el récord de vuit títols consecutius que comparteix amb Lee Haney, va quedar en segon lloc, superat per Jay Cutler en una de les edicions més polémiques de la història del Mr. Olympia. El 2008 competeix per última vegada en un Mr. Olympia, obtenint un quart lloc, tot i que seguiría participant en altres esdeveniments de culturisme.
Des que es va retirar, Coleman es dedica a fer exhibicions i seminaris per tot el món. El 2010 va començar a comercialitzar la seva pròpia marca de suplements, "Ronnie Coleman Signature Series".
Mesures en el seu millor moment
- Bíceps 60,96 cm
- Cuixes 91,44 cm
- Pit 152,4 cm

## Títols aconseguits
- 1990i Mr. Texas (Heavyweight & Overall)
- 1991 World Amateur Championships (Heavyweight)
- 1991 Mr. Universe
- 1995 Canada Pro Cup
- 1996 Canada Pro Cup
- 1997 Grand Prix Russia.
- 1998 Night of Champions
- 1998 Toronto Pro Invitational
- 1998 Mr. Olympia
- 1998 Grand Prix Finland
- 1998 Grand Prix Germany
- 1999 Mr. Olympia
- 1999 World Pro Championships
- 1999 Grand Prix England
- 2000 Mr. Olympia
- 2000 Grand Prix England
- 2000 World Pro Championships
- 2001 Arnold Schwarzenegger Classic
- 2001 Mr. Olympia
- 2001 New Zealand Grand Prix
- 2002 Mr. Olympia
- 2002 Grand Prix Holland
- 2003 Mr. Olympia
- 2003 Grand Prix Russia
- 2004 Mr. Olympia
- 2004 Grand Prix England
- 2004 Grand Prix Holland
- 2004 Grand Prix Russia
- 2005 Mr. Olympia

## Videos d'entrenament
Des de fa anys, Ronnie Coleman va fer diversos vídeos d'entrenament entre els quals hi ha:
- Ronnie Coleman's First Training Video (primer vídeo del entrenament de Ronnie Coleman) després de la competicio 1997 de Mr. Olympia.
- The Unbelievable mostra les activitats quotidianes de Ronnie Coleman abans del Mr. Olympia 2000. Se'l veu fent 12 repeticions amb 140 kg de press militar i dues repeticions amb 360 kg de pes mort.
- The Cost of Redemption Mostra Coleman fent 2 repeticions de squats amb 363 kg, 8 repeticions de prensa amb 1021 kg, 5 repeticions amb 225 kg en press de banca i curl altern amb mancuernas de 34 kg. Aquest video transcurreix en la preparacio del Olympia de 2003.
- On The Road Conté 101 minuts d'entrenament i 14 minuts de características especials per un total de 115 minuts. Es graba en Australia menys d'una semana després del Olympia de 2005.
- Relentless - Amb un temps total de 5 hores i 52 minuts. Filmat en Arlington Texas, en la seva casa y en altres localitzacions.
- Invincible - La primera part d'aquest DVD es graba el 9 i 10 de juliol de 2007 en la semana final de fora de temporada de Ronnie (a 12 semanas de l'Olympia 2007). La segona es roda el 3 i 4 de setembre de 2007.
- 2022 PCM